# جوزيف أوشايا
جوزيف أوشايا (بالإنجليزية: Joseph Ochaya)‏ (2 مايو 1994 كامبالا أوغندا - ) هو لاعب كرة قدم أوغندي، شارك في كأس الأمم الأفريقية 2017.

## روابط خارجية
- جوزيف أوشايا على موقع قاعدة بيانات كرة القدم.إي يو (الإنجليزية)
- جوزيف أوشايا على موقع ناشيونال فوتبول تيمز (الإنجليزية)
- جوزيف أوشايا على موقع Soccerway.com (الإنجليزية)